# Ernst von Kesteloot
Ernst Heinrich Leopold von Kesteloot (* 12. September 1778 in Bromberg; † 21. Oktober 1847 in Elbing) war ein preußischer Generalmajor und Kommandeur der 14. Infanterie-Brigade.

## Leben

### Herkunft
Die Familie Kesteloot stammt aus den Niederlanden und war nach Preußen ausgewandert. Während der Schlesischen Kriege kämpfte der Stabsrittmeister Isaak von Kesteloot († 4. September 1757) aus Danzig im Dragonerregiment „Alt-Württemberg“. 
Ernst war der Sohn von Johann Ephraim von Kesteloot (* 1741; † 5. September 1803) und dessen Ehefrau Anna Katharina Henriette, geborene von Ehmann (* 1745). Der Vater war Kapitän und Kompaniechef im III. Bataillon des Infanterieregiments „de Courbière“. Sein Bruder Friedrich Wilhelm († 6. Februar 1826), der bereits als Kornett im Husarenregiment „von Günther“ am 4. Dezember 1794 den Orden Pour le Mérite erhalten, starb als Major a. D. Sein Bruder Christian Otto Alexander († 1813) erwarb ebenfalls in der Schlacht bei Preußisch Eylau den Orden Pour le Mérite.

### Militärkarriere
Kesteloot trat am 1. April 1794 als Gefreitenkorporal in das Infanterieregiment „von Wildau“ der Preußischen Armee ein. Während des Feldzuges in Polen kämpfte er im Gefecht bei Magnuszewo und avancierte bis Ende Oktober 1796 zum Sekondeleutnant. Im Vierten Koalitionskrieg kämpfte Kesteloot bei Preußisch Eylau, Wackern und Königsberg. Am 27. Mai 1807 wurde er Premierleutnant.
Nach dem Frieden von Tilsit wurde er am 31. Januar 1808 in das 3. Ostpreußische Infanterie-Regiment versetzt und am 15. Juli 1809 für sein Wirken bei Preußisch Eylau mit dem Orden Pour le Mérite ausgezeichnet. Als Stabskapitän nahm Kesteloot 1812 während des Russlandfeldzuges an den Kämpfen bei Eckau teil und erhielt für das Gefecht bei Schlockhof eine Belobigung. Am 21. Dezember 1812 stieg er zum Kapitän und Kompaniechef auf. In seiner Kompanie diente auch der Apotheker Louis Henry Fontane.
Während der Befreiungskriege kämpfte Kesteloot in den Gefechten bei Halle und Hoyerswerda, erwarb bei Luckau das Eiserne Kreuz II. Klasse und bekam eine weitere Belobigung für seine Leistung in der Schlacht bei Großbeeren. Ferner kämpfte er in den Schlachten bei Dennewitz, Laon, Paris und Ligny. Er nahm am Übergang bei Wartenburg teil und erhielt für Wavre das Eiserne Kreuz I. Klasse sowie den Orden der Heiligen Anna II. Klasse. In der Zeit wurde er am 14. März 1814 zum Major befördert und dem 14. Infanterie-Regiment aggregiert. Am 10. April 1815 wurde Kesteloot als Bataillonskommandeur in das 31. Infanterie-Regiment versetzt und in dieser Eigenschaft am 30. März 1824 zum Oberstleutnant befördert. Am 30. März 1828 folgte seine Ernennung zum Kommandeur des 39. Infanterie-Regiments und des 40. Infanterie-Regiments in Luxemburg und ein Jahr später die Beförderung zum Oberst. Am 20. April 1831 erhielt Kestellot das Ritterkreuz des Ordens vom Niederländischen Löwen und am 30. März 1832 die Schleife zum Roten Adlerorden III. Klasse. Am 30. März 1833 wurde zum Kommandanten der Festung Saarlouis ernannt. Am 24. Juni 1833 bekam er die Erlaubnis, die Uniform des 39. Infanterie-Regiments zu tragen. Kesteloot wurde von seinem Posten abberufen, am 30. März 1834 zum Kommandeur der 14. Infanterie-Brigade in Düsseldorf ernannt sowie am 30. März 1836 zum Generalmajor befördert. Er wurde am 12. August 1837 mit einer jährlichen Pension von 2250 Talern zur Disposition gestellt. Am 18. Februar 1839 erhielt er seinen Abschied mit seiner bisherigen Pension. Er starb am 21. Oktober 1847 in Elbing und wurde am 26. Oktober 1847 auf dem dortigen St.-Annen-Friedhof beigesetzt.

### Familie
Kesteloot heiratete am 27. März 1810 in Elbing Luise Klugmann (* 30. September 1788; † 25. Dezember 1866), die jüngste Tochter des Kaufmanns Klugmann aus Marienburg. Das Paar bleib ohne Kinder. Nach dem Tod des Generals erhielt die Witwe vom König Friedrich Wilhelm IV. am 20. Januar 1848 zur Unterstützung 500 Taler.